# Въглеродно влакно
Въглеродно влакно – материал за композити, който се изработва от полиакрилонитрил (PAN). Въглеродните влакна са ултра тънки влакна. Диаметърът на влакната варира от 0,005 до 0,010 милиметра. В разговорния език е наричан още и „карбон“ (от английската дума за въглерод). Особено популярен е в моторните спортове, от началото на 90-те години на 20-и век се прилага масово в шампионата Формула 1.
Отличава се с много висок модул на еластичност (модул на Юнг), напълно съизмерим с този на стоманата. При някои разновидности издръжливостта му достига показатели от порядъка на 700 MPa. В същото време е средно четири пъти по-лек от стоманата и с 40% по-лек от алуминия. Главните му недостатъци са сложният процес на производството и високата цена.